# Estación de Arjonilla
Arjonilla es una estación ferroviaria situada en el municipio español de Arjonilla, en la provincia de Jaén. En la actualidad las instalaciones no disponen de servicios de viajeros, aunque estas pueden ser utilizadas como apartadero para efectuar cruces entre trenes de viajeros y de mercancías.

## Situación ferroviaria
Las instalaciones se encuentran situadas en el punto kilométrico 368,8 de la línea férrea de ancho ibérico Alcázar de San Juan-Cádiz, a 205 metros de altitud sobre el nivel del mar.

## Historia
La estación fue abierta al tráfico el 15 de septiembre de 1866 con la puesta en marcha del tramo Vilches-Córdoba de la línea de ferrocarril que pretendía unir Manzanares con Córdoba. La obtención de la concesión de dicha línea por parte de la compañía MZA fue de gran importancia para ella, dado que permitía su expansión hacia el sur tras lograr enlazar con Madrid los otros dos destinos que hacían honor a su nombre (Zaragoza y Alicante). En 1941, tras la nacionalización de los ferrocarriles de ancho ibérico, las instalaciones pasaron a formar parte de la recién creada RENFE. Con el paso de los años en torno a la estación se fue formando un núcleo poblacional, dependiente del municipio de Arjonilla, que para 1950 tenía un censo de 104 habitantes.
Desde enero de 2005 Renfe Operadora explota la línea mientras que Adif es la titular de las instalaciones ferroviarias.